# Balilla (sous-marin, 1915)
Pour les articles homonymes, voir Balilla.
Le Balilla était un sous-marin océanique italien, exemplaire unique construit dans les années 1915 pour la Marine royale italienne (en italien : Regia Marina). 
Le nom du sous-marin est en hommage à Giovan Battista Perasso dit Balilla   (1735-1781), jeune garçon de 11 ans qui commença la révolte des Génois contre les occupants austro-sardes le 5 décembre 1746. Il devient une figure historique de patriote de la république de Gênes au XVIIIe siècle.

## Conception et description
Appartenant à la typologie "Laurenti", il a été commandé au chantier naval FIAT San Giorgio del Muggiano par la Kaiserliche Marine, qui voulait expérimenter un sous-marin de grande croisière (les U-Boote de l'époque ne pouvaientt en effet opérer qu'à courte ou moyenne distance),.
En juin 1915, après l'entrée de l'Italie dans la Première Guerre mondiale, le sous-marin, qui était en construction, fut réquisitionné et incorporé à la Regia Marina sous le nom de Balilla,. Curieusement, cette unité n'était pas classée comme "sous-marin", mais comme "sous-marin torpilleur".
Si sa grande taille était adaptée à l'usage océanique, elle était en revanche désavantageuse dans les bassins étroits, et la Balilla ne faisait donc pas partie des types les plus adaptés à la guerre en Adriatique qu'il a dû mener par la suite.

## Construction et mise en service
Le Balilla est construit par le chantier naval FIAT-San Giorgio à Muggiano de La Spezia en Italie, et mis sur cale le 18 août 1913. Il est lancé le 8 août 1915 et est achevé et mis en service le 8 août 1915.

## Histoire du service
La date d'entrée en service du sous-marin coïncide - assez curieusement - avec celle du lancement: le 8 août 1915.

Cependant, il ne s'agissait que d'une entrée en service officielle : les essais et les tests se sont poursuivis jusqu'en février 1916.
Ce mois-là, le Balilla, qui était devenu opérationnel, était basé à Brindisi, au sein du IVe Escadron de sous-marins. Le commandant de l'unité était le capitaine de corvette Paolo Tolosetto Farinati degli Uberti.
Il a fonctionné à la fois en mode offensif, près des bases navales adverses, et en mode défensif, contre d'éventuelles attaques de navires austro-hongrois contre les côtes italiennes.
Cependant, il a eu une courte vie opérationnelle et une fin tragique. Le 13 juillet 1916, le sous-marin quitte la base pour sa deuxième mission, au large de Lissa.
Des nouvelles fragmentaires sur son sort sont parvenues le 20 juillet, lorsque, à la suite de l'interception de deux communications radio austro-hongroises, on a appris que le 15 juillet, des unités de la Marine austro-hongroise (en allemand : kaiserliche und königliche Kriegsmarine, en hongrois : Császári és Királyi Haditengerészet) avaient coulé un sous-marin italien au milieu de l'Adriatique, sans aucun survivant. On pensait cependant qu'il y aurait pu y avoir une grève des mines. Fin août, la nouvelle du naufrage du sous-marin a été confirmée par les survivants d'un sous-marin ennemi coulé, le U-16. Ils ont raconté qu'un sous-marin italien avait été coulé près du cap Planka (Dalmatie) après une collision avec deux torpilleurs.
Les archives de la marine austro-hongroise ont apporté d'autres nouvelles. Le 14 juillet au matin, le Balilla avait été aperçu par des soldats austro-hongrois en service au poste de signalisation de l'île de Lissa, à une dizaine de milles nautiques (18 km) au nord de l'endroit où se trouvait le sous-marin ; les torpilleurs T 65 et T 66 avaient été envoyés à sa recherche.
Le Balilla avait été repéré alors qu'il était en surface pour recharger ses batteries,, mais il avait plongé et, à 22h45, il avait lancé deux torpilles contre le T 65. Ce dernier avait contre-attaqué en évitant les deux torpilles, mais, par cette manœuvre, avait provoqué l'explosion d'une mine qu'il remorquait. La détonation avait touché le côté gauche du navire, causant de graves dégâts. Le Balilla, ne remarquant pas la présence du T 66, était donc sorti en surface et avait lancé une troisième torpille contre le T 65, qui l'avait cependant esquivée et avait ouvert le feu sur l'unité italienne, qui avait été touchée en mettant le gouvernail hors service.
Peu de temps après, le sous-marin a également essuyé des tirs du T 66, qui jusqu'alors était caché par l'obscurité. Après un violent combat en surface, qui a duré jusqu'à 23h20 - période pendant laquelle le Balilla avait tenté à deux reprises de plonger, mais en avait été empêché par les dégâts qu'il avait subis - le sous-marin s'est retrouvé immobilisé,,. Finalement, le T 66 avait lancé deux torpilles contre le Balilla. Touché au niveau de la tourelle, le sous-marin s'était brisé en deux et avait coulé avec tout son équipage,,.
Avec le Balilla a péri le commandant Paolo Tolosetto Farinati degli Uberti (décoré de la médaille d'or de la valeur militaire ), le commandant en second Carlo Faldi (décoré de la médaille d'argent de la valeur militaire), l'officier de navigationEmilio Borsi (décoré de la médaille de bronze de la valeur militaire) et le chef mécanicien Nidio Lolli (décoré de la médaille d'argent de la valeur militaire), 15 sous-officiers, 20 entre chefs et marins et un ouvrier du chantier de construction (tous décorés de la médaille de bronze de la valeur militaire),.